# História das mulheres (campo de estudos)
História das mulheres (em inglês women's studies) é um campo interdisciplinar de estudo acadêmico que examina a questão de gênero como uma construção social e cultural, o estatuto social e as contribuições das mulheres, e as relações entre poder e gênero.
Metodologias populares dentro do campo de estudos sobre as mulheres incluem a teoria do ponto de vista, a intersecionalidade, multiculturalismo, feminismo transnacional, e práticas de leitura, associadas à teoria crítica, ao pós-estruturalismo e à teoria queer. O campo pesquisa e critica normas sociais de gênero, raça, classe, sexualidade, e outras desigualdades sociais. Ele está relacionado com o - mais amplo - campo dos estudos de gênero. Estudos sobre as mulheres precederam os estudos de gênero como uma campo de estudo estabelecido. Nos Estados Unidos, o primeiro Doutoramento em estudos sobre as mulheres foi criado em 1990 e o primeiro Doutoramento em estudos de gênero, em 2005.
A história das mulheres é o campo de estudos que visa resgatar a participação feminina ao longo do tempo, quebrando a lógica da História como algo predominantemente masculino, já que durante muito tempo houve um silêncio historiográfico em relação às mulheres. Inserido na perspectiva da Nova História, esse campo surge como definível nos Estados Unidos e Grã-Bretanha na década de 1960 e na França cerca de uma década depois, em meio a ascensão da segunda onda do feminismo. Alguns fatores contribuíram diretamente para o surgimento desse ramo, dentre eles: o Movimento de Libertação das Mulheres, desenvolvido a partir dos anos 1970; a presença significativa das mulheres nas universidades, e uma mudança na perspectiva histórica, na qual vários sujeitos passaram a reivindicar seu lugar na “escrita da História”, dentre eles as mulheres. A partir de 1980 a História das mulheres se aproxima de categorias de análise de gênero, para explicar as relações de poder entre e mulheres e a invisibilidade feminina na História. A categoria gênero, como por exemplo a elaborada por Joan Scott, considera que a questão da diferença sexual não é determinada pela natureza, mas sim construída social e politicamente, remodelada durante a História e perpassada por relações de poder. Ou seja, estudar sob a categoria de gênero não é analisar o feminino isoladamente, mas sim as diferenças e relações entre homens e mulheres através da História.
Na década 1990 esse campo da historiografia já estava sendo consolidado, com números crescentes de trabalhos e estudos. A História das mulheres hoje inclui os estudos sobre os direitos das mulheres, dos feminismos, das mulheres que subverteram a ordem como militantes, entre outros diversos temas.
Na década de 1940, em torno da opressão da mulher, Mary Nash debate seu papel na história, e a historiadora Mary Beard, em Woman as force in history, questiona a marginalização da mulher nos estudos históricos, onde os historiadores homens a  ignoravam sistematicamente.
Para o historiador J.M. Hexter a ausência das mulheres se deve ao fato de elas não terem participado dos grandes acontecimentos políticos e sociais. Simone de Beauvoir em sua pioneira obra, "O segundo sexo", assume postura similar à de Hexter, ao argumentar que a mulher, ao viver em função do outro, não tem projeto de vida própria; atuando a serviço do patriarcado, sujeitando-se ao protagonista e agente da história: o homem.  A  historiadora Branca Moreira Alves, igualmente, focaliza em estudo de 1980, e, instigada pelo movimento em que militava na década de 1970.

## Regiões

### Europa
As mudanças vieram nos séculos XIX e XX; por exemplo, foi dado às mulheres o direito a remuneração igual por lei. As mulheres tradicionalmente cuidavam da casa, davam a luz e criavam os filhos, eram enfermeiras, mães, esposas, vizinhas, amigas e professoras. Durante os períodos de guerra, as mulheres foram convocadas para o mercado de trabalho para realizar trabalhos que tinham sido tradicionalmente restritos aos homens. Após as guerras, elas invariavelmente perderam seus empregos na indústria e tiveram que voltar para papéis domésticos e de serviços.
Na Irlanda estudos sobre mulheres e relações de gênero de forma mais geral, eram raros antes de 1990; agora são lugar-comum com cerca de 3000 livros e artigos impressos.
O interesse pelo estudo da História das mulheres na Europa Oriental tem sido adiado. A resistência institucional continua, como evidenciado pela falta de cursos de graduação ou pós-graduação dedicados à História das mulheres e gênero nas universidades húngaras.

### França
Historiadores franceses têm tomado uma abordagem única: há extenso material de estudo sobre a História das mulheres e gênero, apesar da falta de mulheres e programas de estudo de gênero ou departamentos em nível universitário. Mas abordagens utilizadas por outros acadêmicos na pesquisa de Histórias sociais generalizadas tem sido aplicadas ao campo da História das mulheres também. O alto nível de pesquisa e publicação sobre as mulheres e a História de gênero é devido ao alto interesse no seio da sociedade francesa. A discriminação estrutural na academia contra o assunto da História do gênero em França está mudando devido ao aumento dos estudos internacionais após a formação da União Europeia e mais estudiosos franceses buscando consultas fora da Europa.
No Antigo Regime na França, poucas mulheres mantinham qualquer poder formal; apenas algumas rainhas assim como chefes de conventos católicos. No Iluminismo, os escritos do filósofo Jean Jacques Rousseau forneceream um programa político para a reforma do ancien régime, fundada sobre uma reforma dos costumes nacionais. A concepção das relações entre as esferas públicas e privadas de Rousseau é mais unificada do que a encontrada na sociologia moderna. Rousseau argumentou que o papel doméstico das mulheres é uma condição prévia estrutural para uma sociedade "moderna".

### Rússia
Durante a era soviética, o feminismo foi desenvolvido juntamente com ideais de igualdade, mas na prática e em arranjos domésticos, os homens muitas vezes dominavam.

### China
Os trabalhos publicados geralmente tratam de com as mulheres foram participantes visíveis na revolução, como o emprego foi o veículo para a libertação das mulheres, o confucionismo e o conceito cultural da família como fonte de opressão das mulheres. Enquanto rituais de casamento rurais, como preço da noiva e dote têm permanecido da mesma em forma, a sua função mudou. Isso reflete o declínio da família extensa e do crescimento da agência das mulheres na transação de casamento.  Em recente pesquisas na China, o conceito de gênero produziu novos  conhecimentos em inglês e chinês.

## Definições do Campo de Estudo
A História das mulheres é um campo de estudo da História que produz uma crítica à visão da História dominante,  predominantemente masculina, que, criada nessas condições, reflete uma diferença social.
Desde o início da escrita da História as relações entre seres humanos na sociedade são desiguais. A escrita da História, desde seu início, foi feita por homens, registrando grandes fatos historiográficos que são os grandes acontecimentos realizados pelos homens ou, caso englobe um fato realizado por uma mulher, ainda essa é, na maioria das vezes, contada por eles.
Assim, vê-se que não existiu uma História do ser humano no geral, mas sim, uma História focada em um dos gêneros. A reviravolta feminista do século XX começou a contestar isso, e as mulheres começaram não somente a adentrar na História como sujeito e como centros de questões particulares, bem como aumentaram, também, a sua participação na escrita da História, criando assim a categoria de estudo “mulher”.
Entretanto, a própria categoria “mulher” sofreu críticas porque essa identidade única, diferenciada  de “homem”, não seria suficiente para representar todas as diferenças entre as mulheres, expressar as necessidades e os mais diversos direitos da mulher, pois as elas estão inseridas em diferentes formas de opressão.
Uma linha de trabalhos acadêmicos passou a incluir na narrativa da História universal a presença das mulheres levando em conta as vivências comuns, lutas e resistências.
A palavra “gênero” foi utilizada por Robert Stoller em 1968 para designar uma identidade sexual que vai além da biológica. No movimento feminista a palavra “gênero” era utilizada nos debates para discutir a subordinação das mulheres pelos homens. Para Joan Scott, "gênero é a organização social da diferença sexual".

## História

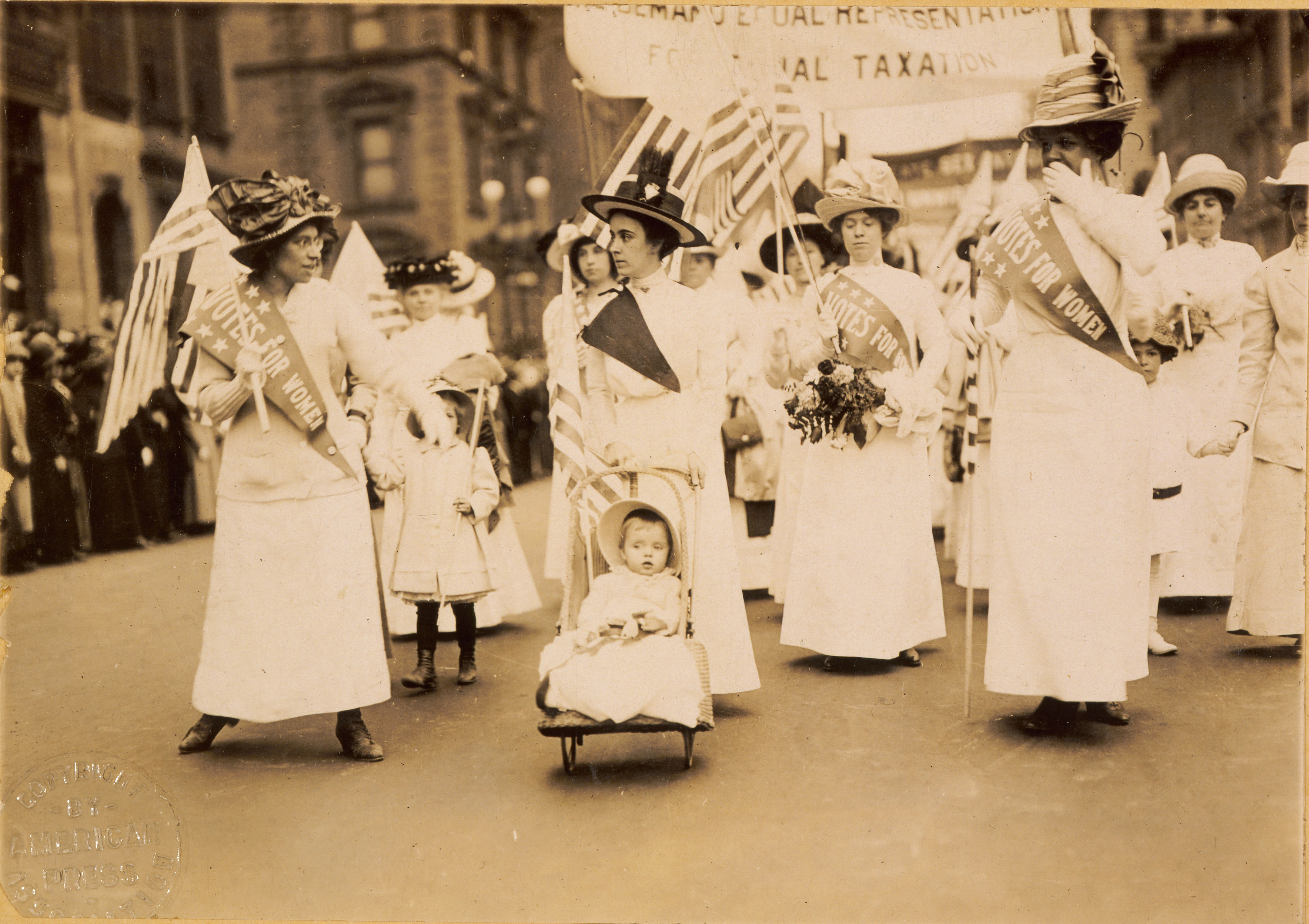
Suffragettes lutando pelo seu direito de voto em 1912, Nova Iorque.

O primeiro curso de estudos credenciado sobre as mulheres foi realizado em 1969, na Universidade de Cornell. Depois de um ano intenso de organização dos [grupos de conscientização sobre mulheres, comícios, petição de circulação e de funcionamento não-oficial ou experimentais, aulas e apresentações para sete comitês e assembleias, o primeiro programa de estudo da mulher nos Estados Unidos foi estabelecida em 1970, na Universidade Estadual de San Diego. Em conjunto com o Movimento Nacional de Libertação das Mulheres, estudantes e membros da comunidade criaram o Comitê AD HOC para estudos sobre as mulheres. Em 1974, membros do corpo docente da San Diego State iniciaram uma campanha nacional para a integração do departamento. No momento, essas ações e o campo eram extremamente políticos. Devido a sensível natureza política do movimento e a dura reação ao movimento feminista, ainda há uma série de incertezas sobre a criação de estudos sobre as mulheres.
O primeiro jornal acadêmico interdisciplinar em estudos sobre as mulheres, Estudos Feministas, iniciou sua publicação em 1972. A Associação Nacional de Estudos das Mulheres, nos Estados Unidos, foi fundada em 1977.
O primeiro programa de Doutorado em Estudos sobre as Mulheres foi criado na Universidade de Emory, em 1990. Em 2015, na Universidade de Cabul, o primeiro curso de mestrado em gênero e em estudos sobre as mulheres no Afeganistão começou. Desde 2012, há 16 instituições que oferecem um Doutorado em Estudos sobre as Mulheres nos Estados Unidos. Desde então, a UC Santa Cruz (2013), a Universidade de Kentucky, Lexington (2013), a Universidade de Stony Brook (2014) e a Universidade do Estado de Oregon (2016) também introduziram um Doutorado no campo. Cursos de Estudos sobre as Mulheres no Reino Unido pode ser encontrados através de Universidades e de Colleges Admissions Services.

## Metodologia de estudos sobre as mulheres
A faculdade de estudos sobre as mulheres pratica um conjunto diversificado de pedagogias. No entanto, há temas comuns para os caminhos que muitos cursos de estudos sobre as mulheres são ministrados; práticas de ensino e aprendizagem podem basear-se na pedagogia feminista. Estudos sobre as mulheres no currículo, muitas vezes, incentivam a participação dos alunos na aprendizagem-serviço de atividades, além da discussão e reflexão sobre os materiais do curso. O desenvolvimento da leitura crítica, escrita e expressão oral, são muitas vezes a chave para estes cursos, que podem ser listados em currículos de ciências humanas, ciências sociais e ciências. A descentralização do professor como fonte de conhecimento, é muitas vezes fundamental para a cultura de estudos sobre as mulheres em sala de aula. Os cursos são, muitas vezes, mais igualitários do que aqueles de disciplinas tradicionais, enfatizando a análise crítica de textos e o desenvolvimento da escrita crítica. Não muito diferente de estudos de gênero, estudos sobre as mulheres emprega as teorias feministas, queer, e crítica. Desde a década de 1970, os especialistas dos estudos sobre as mulheres tomaram abordagens pós-modernas para a compreensão de gênero, como ele se cruza com a raça, classe, etnia, sexualidade, religião, idade, e (dis)capacidade para produzir e manter as estruturas de poder dentro da sociedade. Com este, tem havido um foco sobre a linguagem, a subjetividade social e hegemonia, e como a vida dos indivíduos, seja como eles se identificam, são constituídas. No centro dessas teorias, está a noção de que, no entanto, identificação de gênero, sexo e sexualidade não são intrínsecos, mas são socialmente construídos.
Programas de estudos sobre as mulheres estão envolvidos com a justiça social, a concepção de currículos que são incorporados com a teoria e também com ativismo fora da sala de aula. Alguns programas de estudos sobre as mulheres oferecem estágios que são baseados na comunidade, entregando aos alunos a oportunidade de obter uma melhor compreensão de como a opressão afeta diretamente a vida das mulheres. Esta experiência, informada pela teoria a partir de estudos feministas, pela teoria queer, pela teoria feminista negra, pelos estudos Africanos, e muitos outros quadros teóricos, permite aos alunos a oportunidade de analisar de forma crítica, bem como criar soluções criativas para problemas em nível local. No entanto, Daphne Patai, da Universidade de Massachusetts Amherst, criticou este aspecto de estudos sobre os programas de estudos sobre as mulheres, argumentando que eles colocam política sobre a educação, constatando que "as estratégias de membros do corpo docente, em que estes programas têm incluído o policiamento insensível linguagem, para defender a investigação de métodos considerados adequados para as mulheres (como qualitativa, através de métodos quantitativos), e a realização de aulas como se fossem sessões de terapia."

## Educação
Na maioria das instituições, a base de Estudos sobre as Mulheres tem ensinamentos fora de um Modelo Tríade. Isso significa que ele tem idêntico número de componentes de investigação, da teoria e da praxis. O Corpo Docente incorporar esse componentes em classes através de uma variedade de tópicos, incluindo: a Cultura Popular, as Mulheres na Economia, a Saúde Reprodutiva e Justiça Ambiental, classes centradas em Mulheres Não-Branca, a Globalização, Princípios Feministas e Estudos Queer. Programas de estudos e cursos sobre as mulheres são projetados para explorar a interseccionalidade de gênero, raça, sexualidade, classe e outros temas que estão envolvidos na política de identidade e nas normas sociais através de uma lente feminista . Muitos desses programas envolvem aulas em torno de literalidade da media, a sexualidade, a raça, a história que envolve as mulheres, a teoria queer, o multiculturalismo e muitos outros estreitamente relacionados com os cursos.
Durante essas aulas, os alunos e docentes levam um quadro para analisar e criticar diferentes estruturas institucionais, tais como: a educação, a mídia, a indústria, a língua, a família, a medicina, a investigação e as prisões. Isso significa que eles pensam sobre os efeitos em pessoas de diferentes sexos, raças, sexualidades, culturas, religiões, classes sociais, econômicas e status dentro da instituição, bem como a forma como essas identidades se cruzam.
Um tema comum nos Estudos sobre as Mulheres é o envolvimento de alunos com o Poder e o Desequilíbrio de Poder. Isso, porque nos Estudos, os alunos a analisam  o gênero, a raça, classe, sexualidade, etc, o que muitas vezes resulta em dissecar uma relação de poder institucionalizado. Aprendendo através da análise, trabalhando na comunidade, pesquisando nos Estudos sobre as Mulheres, os  alunos saem da universidade com um conjunto de ferramentas para fazer algo sobre as desigualdades de poder que estudaram e uma mudança social.
Alguns dos mais proeminentes programas de graduação em estudos sobre as mulheres incluem o sistema da Universidade da Califórnia, Universidade de Emory, e da Universidade de Michigan, Wisconsin, New Jersey, Connecticut, Pensilvânia e Nova York.
Dentre os notáveis no campo de estudos da mulher, estão autores como Gloria Anzaldúa, bell hooks, Sandra Cisneros, Angela Davis, Cherríe Moraga, e Audre Lorde.

## Críticas dentro das mulheres e estudos de gênero (GTS)

### Religião e espiritualidade
De acordo com Karlyn Crowley, uma autora contribuinte de Rethinking Women's and Gender Studies, raramente são tratadas de forma séria questões relacionadas à espiritualidade e à religião. O que ela argumenta poder levar a várias consequências que afetam o campo. Em seu capítulo intitulado Secularity, ela observa que o resultante dinâmico é uma das "bifurcações", onde a laicidade é privilegiada como sendo mais progressiva. Crowley afirma que "Por não interrogar essas categorias de boas e más religiões, o laico e o religioso, racial, cultural, e impulsos colonialistas no trabalho, WGS muitas vezes sucumbe às duas principais narrativas: (1) a espiritualidade/religião está aparentemente ausente ou negligenciadas enquanto significando determinados pressupostos normativos; (2) a espiritualidade/religião é colocada em fácil binarismos e demitidos" (2012, 248). As demissões e analises pressupõem que a descrição de Crowley também revela o que ela observa como principais barreiras. Ela sugere que essas barreiras impedem, pelo menos, o envolvimento com ideias que poderiam potencialmente inspirar maneiras diferentes de abordar questões relacionadas com a mudança social e a justiça social.
Considerando essas críticas, Crowley descreve o trabalho de AnaLouise Keating, com a finalidade de examinar como a exploração da espiritualidade e da religião em diálogos, debates e outras formas de colaboração em Estudos sobre as Mulheres, pode encorajar mais envolvimento construtivo, produtivo e significativo. Citado por Crowley, Keating:
ao contrário das versões de espiritualidade da “Nova Era’’, que se concentram quase que exclusivamente no pessoal (para que as metas tornem-se aumento da riqueza, uma "boa vida" ou outros termos materialistas), o ativismo espiritual começa com o pessoal que se move para fora, reconhecendo a nossa radical interligação. Isto é espiritualidade para a mudança social, a espiritualidade, que reconhece as muitas diferenças entre nós e ainda insiste em nossas semelhanças, usando estas semelhanças como catalisadores para a transformação. Que contraste: enquanto a política de identidade requer pertencimento em categorias, o ativismo espiritual exige que nós as deixemos.
Keating revela que os atuais discursos nos Estudos sobre as Mulheres aparecem para permanecer dentro dos limites de uma identidade, como a racial, política, religiosa e econômica. Ela considera que as abordagens adotadas por diferentes ideologias espirituais e religiosas, que promovem a interligação da humanidade como conceitos que podem fornecer soluções que permitem o florescimento do ecossistema e da humanidade. No entanto, como Keating e Crowley sugeriram, sem considerar seriamente as questões relacionadas com a espiritualidade e a religião dentro de Estudos sobre as Mulheres, é limitado para não examinar pressupostos que levam à demissão do desconhecido e de fazer progressos limitados na mudança social e na justiça social.